# Obrium fumigatum
Obrium fumigatum là một loài bọ cánh cứng trong họ Cerambycidae.